# NGC 5742
NGC 5742 ist eine 13,5 mag helle Linsenförmige Galaxie vom Hubble-Typ SB(r)0 im Sternbild Waage auf der Ekliptik. Sie ist schätzungsweise 177 Millionen Lichtjahre von der Milchstraße entfernt und hat einen Durchmesser von etwa 70.000 Lj.
Das Objekt wurde am 12. Juni 1885 von Francis Leavenworth entdeckt.